# 에티오피아-이탈리아 관계
에티오피아-이탈리아 관계(이탈리아어: Relazioni bilaterali tra Etiopia e Italia)는 에티오피아와 이탈리아 공화국 간의 양자 관계를 말한다.

## 역사
에티오피아와 이탈리아가 본격적으로 관계를 맺기 시작한 것은 19세기 말부터였다. 당시 에리트레아 지역에 관심이 많았던 이탈리아는 제1차 이탈리아-에티오피아 전쟁을 벌였다.
1889년 두 국가는 우찰레 조약 체결을 통해 공식적인 관계를 수립하였는데, 이는 조약의 번역 오류가 나중에 문제가 되었다. 특히 이탈리아어로 작성된 우찰레 조약의 17조는 이탈리아 왕국이 에티오피아 제국의 외교권을 통제한다고 작성되었으나, 암하라어로 작성된 17조는 에티오피아 제국이 이탈리아 왕국으로부터 외교 자문을 받을 수 있다고 작성되어 논란이 되었다. 이러한 17조 문제로 인해서 메넬리크 2세는 1893년에 우찰레 조약을 파기한다.

## 에티오피아-이탈리아 전쟁
제국주의가 유럽을 지배하던 시절, 이탈리아 왕국은 아프리카 내 식민지 획득을 위해서 에티오피아를 1896년에 침략하였다. 그러나 메넬리크 2세의 에티오피아는 아두와 전투에서 승리하며 침략국인 이탈리아를 저지할 수 있었고, 1차 전쟁에서 승리하였다. 종전을 위해 두 나라는 1928년 에티오피아-이탈리아 조약을 체결한다.
그로부터 약 40년 후, 베니토 무솔리니의 명령으로 이탈리아군이 에티오피아에 투입되어 승전하고, 에티오피아는 이탈리아령 동아프리카로 전락하였다. 이는 국제연맹의 효과적이지 못한 경제 제재와, 영국의 묵인 아래 실행되었다. 이 과정에서 하일레 셀라시에 황제가 망명을 하는 등 에티오피아 내 혼란이 일었다.
오스카 스칼파로 이탈리아 대통령은 이탈리아의 만행에 대한 사과를 에티오피아를 방문한 1997년에 했다.

## 같이 보기
- 아비시니아 위기
- 제1차 이탈리아-에티오피아 전쟁
  - 아두와 전투
  - 암바 알라지 전투
- 제2차 이탈리아-에티오피아 전쟁